# チョ・ヒョンジョン
チョ・ヒョンジョン(朝: 조현정) は、韓国の女性声優である。2002年MBC16期公開採用声優としてデビューした。

## 人物
- ひとりであり、現在未婚である。
- 声帯を保護し、体調を維持しようと、2010年前後からお酒を完全に切った。かつてはほぼ毎日 (週6日) お酒を飲んだ。そして10年以上の登山や運動で体を管理する。また、ある日から筋力トレーニングも追加した。カラオケにもほとんど入らず、コーヒーや炭酸飲料も遠くするほど本分に忠実である。

### 演技
可愛がったり若々しい女の子、クールでさっぱり感を与える少年キャラクター、お姉様キャラクターをはじめとする様々なキャラクターを担当し、声と演技のパターンもそれにふさわしく変化に富んだ広域系声優。

## 出演作品
- ドラえもん - (しずか)
- パワーパフガールズ（キーン先生、セデューサ、ブーマー、ロビン）※カートゥーン ネットワーク放送版
- シンビアパート - (シンビ)
- ソニックトゥーン - (マイルス "テイルス" パウアー) (2015)
- マイリトルポニー〜トモダチは魔法〜 - (レインボーダッシュ)
- ヒーローサークル - (テオ)
- 怪盗グルーシリーズ - (ルーシー・ワイルド)
- ベイマックス - (キャス・ハマダ)
  - ベイマックス ザ・シリーズ - (キャス・ハマダ)